# ブリャーク

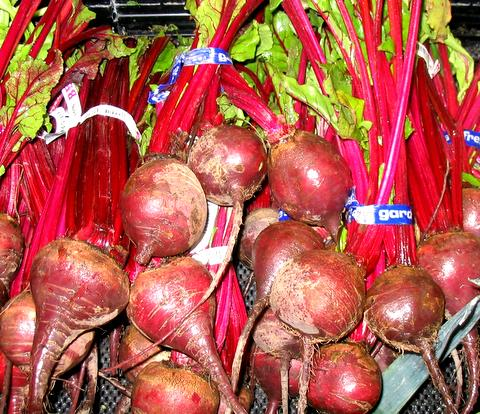
ブリャーク(ビート)

ブリャーク（ウクライナ語: буряк ブリャーク）は、ウクライナ語で根菜のビート（テーブルビート）を指す語である。

## 概要
ビートは日本では野菜としては普及しておらず、砂糖用品種のテンサイの方の知名度が高い。ビートはボルシチやサラダなどにしばしば用いられる、大根に似て内部まで鮮紅色に染まった肥大根を発達させる野菜である。赤かぶなどとも翻訳されて大根やカブの仲間と誤認されがちだが、ホウレンソウと同じアカザ科の植物である。
ウクライナでは各家庭の田舎で自家栽培されていることが多いが、スーパーマーケットや市場でも流通する。日本では、まれに缶詰加工されたものが販売されている。
この単語から派生した「ブリャーク」というウクライナ人の姓もある。